# Wikipédia em francês
A Wikipédia francófona ou Wikipédia em francês é a versão da Wikipédia escrita em língua francesa. É a quinta maior Wikipédia em número de artigos (mais de 2 000 000) e a maior das Wikipédias em línguas românicas.

## História
A Wikipedia em francês foi criada em 12 de março de 2001.

## Cronologia
- 12 de março de 2001: criação da lista de discussão em francês para traduzir os artigos da Nupedia para o francês.[3]
- 16 de março de 2001: Jimmy Wales menciona seu desejo de tornar a Wikipédia disponível em vários idiomas, incluindo o francês.[4]
- 23 de março de 2001: data "oficial" de sua criação.[5]
- 11 de maio de 2001: criação de french.wikipedia.com.
- 19 de maio de 2001: data mais antiga conhecida[6][7] de um artigo, dedicado ao físico Paul Héroult.
- 6 de junho de 2001: primeiro conhecido homepage.
- 27 de dezembro de 2001: 55 artigos na Wikipédia francesa.
- 31 de outubro de 2002: mudança para a versão Fase III do futuro software MediaWiki, resultando na perda da história dos primórdios da Wikipédia.
- 23 de abril de 2005: Wikipedia em francês ultrapassa a barreira simbólica de 100 000.
- 4 de dezembro de 2005: os 200 000 artigos são alcançados.
- 28 de maio de 2007: 500 000 artigos alcançados em 19:48:16 com o artigo Aitken (cratera).[8][9]
- 20 de fevereiro de 2008: a enciclopédia francesa Quid cancela a publicação de sua edição de 2008, porque a concorrência com a Wikipedia é muito grande.[10]
- 23 de setembro de 2010: o site cruza a barreira do milionésimo artigo em francês, com Louis Babel, missionário do século XIX[11] Wikipedia em Inglês e em Alemão já haviam ultrapassado esse marco.
- 28 de abril de 2014: a barreira de 1 500 000 artigos foi ultrapassada.
- 8 de julho de 2018: a barreira de 2 000 000 artigos foi ultrapassada com o artigo Xcacau Corona.[12]
- 11 de março de 2021: o portal temático dedicado à Europa é o primeiro a atingir a marca de um milhão de artigos.
- 3 de março de 2023: a barreira de 2 500 000 itens foi ultrapassada.